# Бядкі
Бядкі (пол. Biadki, нім. Battken) — село в Польщі, у гміні Кротошин Кротошинського повіту Великопольського воєводства.
Населення — 1414 осіб (2011).
У 1975-1998 роках село належало до Каліського воєводства.

## Демографія
Демографічна структура станом на 31 березня 2011 року:
|          | Загалом | Допрацездатний вік | Працездатний вік | Постпрацездатний вік |
| -------- | ------- | ------------------ | ---------------- | -------------------- |
| Чоловіки | 706     | 153                | 489              | 64                   |
| Жінки    | 708     | 134                | 439              | 135                  |
| Разом    | 1414    | 287                | 928              | 199                  |